# Volleybalclub Zwolle (maschile)
Il Volleybalclub Zwolle è una società pallavolistica maschile olandese, con sede a Zwolle: milita nel campionato olandese di Topdivisie.

## Palmarès
- Campionato olandese: 3

2012-13, 2013-14, 2014-15
- Coppa dei Paesi Bassi: 6

1996-97, 1997-98, 1998-99, 2011-12, 2013-14, 2014-15
- Supercoppa olandese: 6

1997, 1998, 1999, 2012, 2013, 2014